# اتحادیه قنادان تهران
اتحادیه صنف قنادان تهران یکی از نهادهای صنفی در شهر تهران است که هدفش تنظیم فعالیت واحدهای قنادی و شیرینی‌پزی در این شهر و نظارت بر آنها است. این نهاد از اواسط دههٔ ۱۳۲۰ در تهران فعالیتش را شروع کرده‌است.

## پیشینه
تشکل صنفی قنادان ابتدا در سال ۱۳۲۴ به‌صورت سندیکا در یک مکان استیجاری در خیابان بهارستان ایجاد شد. اتحادیه رسماً در سال ۱۳۲۵ پایه‌گذاری شد و با شمارهٔ ۳۳ به‌ ثبت رسید.

## چالش‌ها
بالا رفتن قیمت مواد اولیه در اواخر دههٔ ۱۳۹۰ و شیوع کروناویروس از مهم‌ترین چالش‌های صنف قنادان تهران بوده‌است.